# Арнольд, Карл
Карл Максимилиан Арнольд (нем. Karl Maximilian Arnold, 1 апреля 1883[…], Нойштадт-Кобург, Кобург — 29 ноября 1953[…], Мюнхен) — немецкий художник-карикатурист и график.

## Жизнь и творчество
Родился в семье баварского предпринимателя и политика Макса Оскара Арнольда, был четвёртым из девяти детей. После получения среднего образования изучает рисование и моделирование в промышленно-ремесленной школе в родном городе. Осенью 1901 года приезжает в Мюнхен и поступает там в Академию изящных искусств, где учится сперва в классе рисунка у Карла Раупа, а затем живописи у Людвига фон Лёффца и Франца фон Штука. Так как молодой художник не получал от семьи материальной поддержки, он обращается в редакции ведущих иллюстрированных журналов Мюнхена. В сентябре 1907 года его первый рисунок публикуется в одном из известнейших в Германии сатирических изданий, в журнале Simplicissimus, в том же году его начинает публиковать работавший в стиле модерн/югендстиль журнал Die Jugend. В 1913 году К.Арнольд создаёт титульный лист «Симплициссимуса», в 1917 году становится одним из совладельцев этого издания. Вплоть до 1942 года в журнале было опубликовано около 1.800 рисунков мастера.
С началом Первой мировой войны К.Арнольд был мобилизован, однако распределён в редакцию созданной на оккупированной северной Франции для нужд 6-й армии военной газеты Liller Kriegszeitung, где работает художником. Вплоть до 1917 года Арнольд публикует на её страницах 300 рисунков патриотического и националистического содержания. В 1920-е годы он — помимо «Симплициссимуса» — сотрудничает со швейцарской сатирической газетой Nebelspalter (Разрывающий туман), с Münchner Illustrierte Presse, а также с журналами Die Dame и Проказа (Ulk). С приходом к власти в Германии в 1933 году национал-социалистов — несмотря на острую критику на его страницах А.Гитлера — журнал не был закрыт, и К.Арнольд продолжил там свою работу. Не являясь сторонником режима, художник в то же время объявил, что не подходит для протестного Сопротивления, предпочитая лавировать между партиями. В 1936 году он также работает на берлинское издательство Ульштейн, в 1937 едет в Париж на Всемирную выставку как журналист-иллюстратор. В 1939 году ему присваивается звание профессора живописи. В то же самое время в 1938 году опубликованная в 1924 году книга К.Арнольда «Berliner Bilder (Берлинские зарисовки)» была признана Имперской писательской палатой как вредительская и не рекомендуемая. В 1942 году художник перенёс инсульт, после которого уже не смог оправиться, и прекратил художественную деятельность.
К.Арнольд был с 1911 года женат на художнице Анне-Доре Фольквардсен, с которой был знаком ещё со студенческих лет и жил в Париже в 1909—1910 годах. В этом браке у них было четверо сыновей.
К.Арнольд, наряду с Олафом Гульбранссоном, Томасом Гейне и Бруно Паулем относится к числу наиболее значительных немецких художников-карикатуристов первой половины XX столетия.

## награды
- 1952 Почётная премия в области графики города Мюнхен
- 1953 член Академии изящных искусств Мюнхена

## Дополнения
- Арнольд, Карл в Немецкой национальной библиотеке.
- Museum für Kunst und Gewerbe: Karl Arnold «Der Seemann Kuttel Daddeldu». Ausstellung 26.03.2004 — 31.10.2005
- Andreas Platthaus: Karikaturist Karl Arnold: Wie kommt Hitlers Kopf auf die nackte Frau? In: FAZ.net, 20. August 2010. Abgerufen am 26. August 2010